# Macalla
| Recensione | Giudizio |
| ---------- | -------- |
| AllMusic   |          |

Macalla ("eco", in irlandese) è un album della band irlandese dei Clannad.

## Descrizione
Pubblicato nel 1985, contiene il brano In a Lifetime eseguito insieme a Bono degli U2, che trainerà il disco ai vertici delle classifiche di vendita e farà conoscere il gruppo irlandese fuori dalle isole britanniche.
Con questo disco, la band si emancipa definitivamente dall'ambito folk e tradizionale, i cui echi in questo lavoro continuano però a trasparire.

## Tracce
Lato A
1. Caislean Óir – 2:06 (Ciarán Brennan, Máire Brennan)
2. The Wild Cry – 4:41 (Pól Brennan)
3. Closer to Your Heart – 3:29 (Ciarán Brennan)
4. In a Lifetime – 3:08 (Ciarán Brennan, Pól Brennan)
5. Almost Seems (Too Late to Turn) – 4:51 (Pól Brennan)

Durata totale: 18:15
Lato B
1. Indoor – 3:53 (Pól Brennan)
2. Buachaill Ón Éirne – 3:08 (Tradizionale, arrangiamento Clannad)
3. Blackstairs – 4:15 (Pól Brennan)
4. Journey's End – 2:42 (Noel Duggan, Padraig Duggan)
5. Northern Skyline – 4:58 (Ciarán Brennan)

Durata totale: 18:56
Edizione CD del 2003, pubblicato dalla RCA Records (82876 545002)
1. Caislean Óir – 2:10 (Ciarán Brennan, Máire Brennan)
2. The Wild Cry – 4:41 (Pól Brennan)
3. Closer to Your Heart – 3:28 (Ciarán Brennan)
4. In a Lifetime – 3:07 (Ciarán Brennan, Pól Brennan)
5. Almost Seems (Too Late to Turn) – 4:47 (Pól Brennan)
6. Indoor – 3:52 (Pól Brennan)
7. Buachaill Ón Éirne – 3:03 (Tradizionale, arrangiamento Clannad)
8. Blackstairs – 4:12 (Pól Brennan)
9. Journey's End – 2:38 (Noel Duggan, Padraig Duggan)
10. Northern Skyline – 4:53 (Ciarán Brennan, Máire Brennan)
11. Caislean Óir - Planet Heaven Mix – 7:01 (Ciarán Brennan, Máire Brennan) – Bonus Track

Durata totale: 43:52

## Formazione
- Máire Brennan - voce, arpa e tastiere
- Pól Brennan - flauto, voce
- Ciarán Brennan - voce, basso, chitarra e pianoforte
- Noel Duggan - chitarra
- Padraig Duggan - mandolino, armonica a bocca, chitarra acustica

### Altri musicisti
- Bono - voce (brano: In a Lifetime)
- Mel Collins - sassofono
- Anton Drennan - chitarra elettrica
- Danny Cummings - percussioni
- Steve Nye - tastiere
- Paul Moran - batteria
- James Delaney - tastiere, sintetizzatori